# Манчак (болота)
Манчак — комплекс болот, расположенных в бассейне озера Пончартрейн в штате Луизиана, недалеко от Нового Орлеана.

## История
Территория известная как болота Манчак была открыта французским исследователем Пьером Лемуаном д’Ибервилем в 1699 году. По записям экспедиции местные индейцы рассказали об альтернативном пути из Миссисипи в Мексиканский залив, который начинался по байу, названной рекой д’Ибервиля (позже переименована в байу Манчак). Путешественники также открыли озера Пончартрейн и Морепа. А осенью 1777 года известный натуралист Уильям Бартрам описал свой путь по болотам и озёрам, здешние растения и острова.
В 1718 году в районе между рекой Миссисипи и озером Пончартрейн был основан Новый Орлеан, в дальнейшем рост населения и индустриализация продолжились. В целом, наибольшее влияние человека было оказано между 1812 и 1938, когда были построены искусственные дамбы, уничтожены возвышенности и леса на болотах. Следует также отметить строительство канала из Миссисипи в 1963—1965 годах: изначально под канал отводилась площадь 527 гектар, но в итоге произошло разрушение значительно большей территорий, в дальнейшем начался приток солёной воды в озера Морепа и Пончартрейн. К другим негативным факторам относятся выемка грунта и дноуглубительные работы в эстуарии, загрязнение вод, что часто имело место в XX веке.

## Ситуация на болотах
В штате Луизиана располагается 40 % от всех болот континентальной части США. До сих пор водно-болотные угодья Манчак остаются одними из крупнейших экосистем вдоль побережья Мексиканского залива. Продолжается разработка масштабных инженерных проектов по улучшению водного режима за счет отвода вод от реки Миссисипи в болота к юго-западу от озера Морепа. Однако успех таких решений будет зависеть от правильности понимания работы экосистемы и её реакции на изменения. Следует отметить, что водный режим в таких регионах как болота Манчак имеет свои особенности.
В регионе Манчак можно выделить три основных растительных сообщества: болота, где преобладает травянистая растительность (топь); болота, где преобладает древесная растительность; кустарники. При этом болота антропогенного происхождения отличаются от естественных болот по своему видовому составу. Сравнение состояний болот Манчак в 2002 и 1989 годах не выявило существенных изменений.

## Мост через болото Манчак
В 1970 году через пролив Манчак параллельно существующему с 1957 года мосту было предложено построить новый. В дальнейшем концепция пересмотрена, и в 1979 году было открыто масштабное сооружение с четырьми полосами, длиной почти 37 километров и сваями глубиной 76 метров. Старый мост используется преимущественно для местного сообщения между двумя поселениями.

## Охраняемые природные территории
Под особой охраной находится значительная часть водно-болотных угодий. Охраняемыми природными территориями в том числе являются:
Манчак. В 1975—1977 годах на перешейке между озерами Морепа и Пончартрейн была создана зона управления дикой природой Манчак, для чего было куплено более 3000 гектар земли. Когда-то основной растительностью были кипарисы, но сейчас это открытое пресноводное болото, где передвигаются на лодках. Здесь расположен один из лучших прудов для водоплавающих птиц в системе озера Пончартрейн.
Джойс. В 1982 году Чикагский фонд Джойса пожертвовал несколько тысяч гектар болот Департаменту дикой природы и рыболовства Луизианы, где была создана зона управления дикой природой Джойс. Позже территория была расширена и ныне включает порядка 10 тысяч гектар. Большая часть территории представляет собой густое болотное сообщество кустарников, в северной части есть пресноводное болото площадью 200 гектар.